# Großsteingrab Steenbarg
Das Großsteingrab Steenbarg war eine megalithische Grabanlage der jungsteinzeitlichen Trichterbecherkultur bei Dötlingen im Landkreis Oldenburg (Niedersachsen).

## Lage
Das Grab befand sich im nördlichen Zentrum von Dötlingen an der Neerstedter Straße beim einstigen Hof Schwarting. In der näheren Umgebung gibt es noch mehrere weitere Großsteingräber: 300 m nordwestlich liegt das Großsteingrab Dötlingen (auch „Großsteingrab am Schießstand“ genannt), 900 m südwestlich liegen die vier als Glaner Braut bezeichneten Großsteingräber, 1,9 km östlich befindet sich das Großsteingrab Gerichtsstätte und 2,7 km nordwestlich das Großsteingrab Egypten. 1 km südöstlich lag das in den 1930er Jahren weitgehend zerstörte und in den 1960er Jahren restlos abgetragene Großsteingrab Badberger Sand.

## Beschreibung
Die Anlage besaß um 1819 noch mindestens vier Wand- und zwei Decksteine. 1896 war nur noch ein Stein vorhanden. Dieser Stein dürfte heute noch existieren. Er befindet sich auf Privatgrund und ist teilweise von einer Eiche überwachsen. Über die Ausrichtung, die ursprünglichen Maße und den Grabtyp der Anlage liegen keine näheren Informationen vor.